# Dyspteris extremata
Dyspteris extremata är en fjärilsart som beskrevs av W. Warren 1907. Dyspteris extremata ingår i släktet Dyspteris och familjen mätare. Inga underarter finns listade i Catalogue of Life.